# زیجپه
زیجپه (به هلندی: Zijpe) یک منطقهٔ مسکونی در هلند است که در اسخاخن واقع شده‌است. زیجپه ۱۱۳٫۳۵ کیلومتر مربع مساحت و ۱۱٬۵۶۵ نفر جمعیت دارد.